# Vojislav Koštunica
Vojislav Koštunica (pronunciat /ˈvoisˌlɑv koˈʃtunitˌsɑ/, nascut el 24 de març de 1944) és un polític i advocat serbi. Ha estat President de la República Federal de Iugoslàvia (2000-2003) i Primer Ministre de Sèrbia (2004-2008). El 1989 fou un dels fundadors del Partit Democràtic (DS), però el va abandonar el juliol del 1992 i creà el Partit Democràtic de Sèrbia (DSS), del que encara és president.

## Biografia
Es va doctorar en Dret a la Universitat de Belgrad, on va exèrcir la docència fins al 1974, quan va ser expulsat per les seves crítiques al règim comunista de Tito.
L'any 2000 fou el candidat de l'Oposició Democràtica de Sèrbia (DOS) a la presidència iugoslava, que unia fins a 17 partits opositors a Milosdevic. Guanyador de les eleccions malgrat l'intent d'anul·lar-les de Milošević, i fou president fins a l'abolició del seu càrrec l'any 2003, amb la desaparició de la RF de Iugoslàvia per donar pas a l'estat de Sèrbia i Montenegro. La seva presidència va estar marcada per l'inici del trencament de l'aïllament internacional, així com per les seves divergències amb el Primer Ministre Zoran Djindjic. Enfront a l'acció d'aquest darrer, s'oposà al lliurament de Slobodan Milošević al Tribunal Penal Internacional per a l'antiga Iugoslàvia.
El març de 2008 Kostunika renunciava al càrrec de Primer Ministre, convocant eleccions per a l'11 de maig d'aquell any, dsprés del col·lapse de la coalició del seu partit amb el Partit Demòcratic (DS), en gran part per desavinences entorn de la declaració d'independència de Kosovo i sobre la integració a la Unió Europea. El seu partit, el DSS, va obtenir 47 diputats en les eleccions de 2007, quedant en tercer lloc, per darrere del Partit Radical Serbi i el Partit Demòcratic (DSS).